# Daily Nation
El Daily Nation es el periódico independiente más influyente en Kenia con una circulación de cerca de 205.000 copias.
La lectoría total es muy superior por cuanto un ejemplar del periódico puede ser leído por muchas personas. Es el mayor periódico del este de África.

## Ubicación
Sus oficinas centrales se ubican en el Nation Centre, un edificio gemelo ubicado en Kimathi Street en la distrito de negocios de Nairobi. Forma parte del Nation Media Group. Es una compañía que tiene acciones en la Bolsa de Comercio de Nairobi, y tiene cerca de 7500 accionistas. Su principal accionista es el Fondo Aga Khan para el Desarrollo Económico.

## Historia
Comenzó en 1959 gracias a Aga Khan IV, el líder espiritual a nivel mundial de la comunidad ismaili. Comenzó solamente como un periódico keniano, pero se ha expandido bajo el alero de Nation Media Group, a tal punto de cubrir el este africano por completo con una diversidad de productos impresos.

## Participación en mercados
El Daily Nation y su periódico hermano Sunday Nation han crecido fenomenalmente desde su inicio. Controlan el 74 por ciento de las ventas de periódicos en Kenia.
Aparte del Daily Nation, Nation Media Group tiene una televisora (Nation TV), una radioemisora (Nation FM) y otros periódicos incluyendo el semanario The EastAfrican; un periódico diario de negocios, The Business Daily; el diario en lengua suajili Taifa Leo y el diario ugandés The Monitor.
Las versiones digitales del Daily Nation y de The EastAfrican se vende a los suscriptores vía Newsstand.
El periódico también mantiene un sitio web en el cual se encuentran las ediciones en línea de las ediciones diarias y dominical con enlaces a otros titulares. El acceso es gratuito y las visitas diarias superan los 3 millones.
Un documental (55 minutos, en color) estrenado en 2000, dirigido por Hillie Molenaar y Joop van Wijk, presenta una vista en close-up del periódico.